# David Raya Martín
David Raya Martín (Barcelona, 15 de setembre de 1995) és un futbolista professional català que juga com a porter a l'Arsenal FC de la Premier League i a la selecció espanyola. Va començar la seva carrera sènior amb Blackburn Rovers i es va traslladar a Brentford el 2019.

## Carrera de club

### Blackburn Rovers
Nascut a Barcelona, Catalunya, Raya va començar la seva carrera combinant el lloc de porter amb el de jugador de camp al futbol sala. Més tard va jugar a futbol juvenil a la UE Cornellà, abans de traslladar-se a Anglaterra per unir-se a Blackburn Rovers amb una beca el juliol de 2012. Dos anys abans, el traspàs d'Hugo Fernández a l'Ewood Park havia donat lloc a un acord entre els dos clubs perquè els jugadors de la UE Cornellà s'incorporessin al Blackburn Rovers per fer-hi proves. Va progressar pel planter del club i va signar un contracte professional el 26 de febrer de 2014. Raya va tenir la seva primera experiència sènior amb un període de quatre mesos cedit al club Southport de la Conference Premier durant la primera meitat de la temporada 2014-15 i hi va jugar 24 partits. Després del seu retorn a Ewood Park, va fer dues aparicions al final de la temporada i va signar un nou contracte de tres anys l'abril de 2015.
Tot i fer només 13 aparicions durant les temporades 2015-16 i 2016-17, Raya va ser la segona opció dels Rovers a la porteria darrere de Jason Steele i entrava sovint en les convocatòries. El descens dels Rovers a la League One al final de la temporada 2016-17 va fer que Raya es fes càrrec de la porteria del club. Va fer 47 aparicions durant la temporada 2017-18 i va ajudar el club a ascendir automàticament directament al campionat. Va mantenir el seu lloc durant la 2018-19 i va fer 46 aparicions durant una temporada de consolidació al Championship. Raya va marxar del Rovers el juliol de 2019, després de disputar 108 partits amb el club.

### Brentford

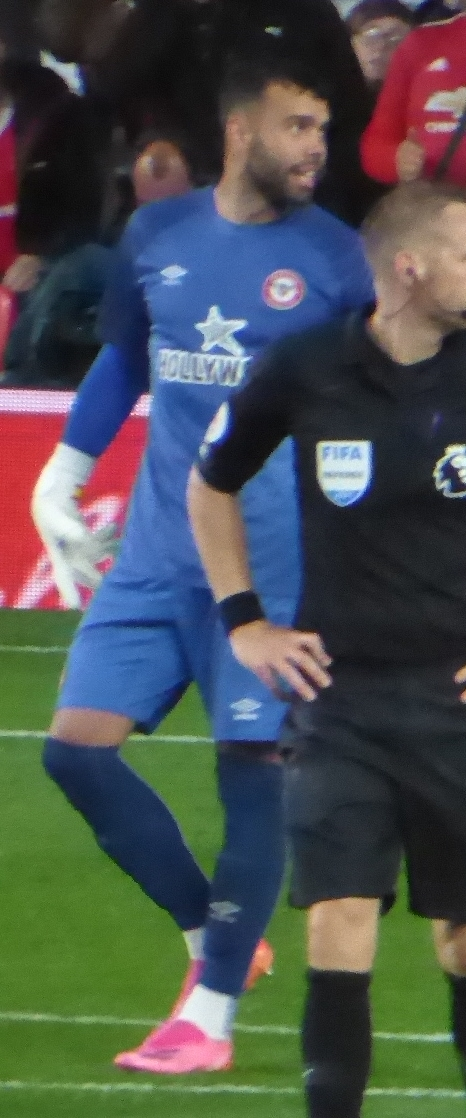
Raya jugant al Brentford el 2021.

El 6 de juliol de 2019, Raya va signar pel club Brentford, del Championship, amb un contracte de quatre anys per una tarifa no revelada, que es va informar que era d'uns 3 milions de lliures esterlines. Les actuacions de Raya durant la primera meitat de la temporada 2019-20 li van valdre una nominació com a porter de l'any als London Football Awards 2020 i els seus 16 gols en partits de lliga durant la temporada el van veure compartir el guant d'or de l'EFL amb Bartosz Białkowski. Raya va fer 49 aparicions durant una temporada que va acabar amb una derrota final del play-off del campionat de 2020 per 2-1 davant el Fulham FC, rival de l'oest de Londres.
Les lesions i les especulacions de traspàs van fer que Raya es quedés fora dels equips de la jornada de l'entrenador principal Thomas Frank durant la pretemporada 2020-21 i a principis de la temporada regular. Després de ser reintegrat amb dues aparicions a la Copa EFL i de capitanejar l'equip en els dos partits, va signar un nou contracte de quatre anys el 2 d'octubre de 2020. Raya va acabar la temporada 2020-21 amb 48 aparicions, 17 porteria a blanc i una medalla d'ascens, obtinguda amb una victòria final del play-off del campionat 2021 per 2-0 sobre Swansea City. En el seu paper creixent com a jugador, Raya va intentar 300 passades més que qualsevol altre porter del campionat durant la temporada.
Raya va començar la temporada 2021-22 com a omnipresent als partits de la Premier League, abans de patir una lesió del lligament creuat posterior durant la derrota per 2-1 davant el Leicester City el 24 d'octubre de 2021. Va tornar als entrenaments a l'aire lliure el 10 de gener de 2022 i després d'un amistós a porta tancada l'1 de febrer, va tornar al joc competitiu amb un inici en una derrota per 4-1 a la quarta ronda de la FA Cup davant l'Everton FC quatre dies després. Raya va ser un omnipresent fins al final de la campanya i va acabar una temporada a mitja taula amb 25 aparicions.

## Carrera internacional
No va ser internacional a nivell juvenil, però va obtenir la seva primera convocatòria internacional a l'equip sènior per a un parell d'amistosos el març de 2022. Va debutar com a titular en una victòria per 2-1 contra Albània el 26 de març i va romandre com a substitut no utilitzat en el segon partit. Raya va guanyar la seva segona convocatòria per a la primera ronda espanyola dels partits de la Lliga de les Nacions de la UEFA A 2022-2023 el juny de 2022 i va romandre com a suplent no utilitzat durant els quatre partits.

## Estil de joc
Raya "és reconegut com a porter expert amb la pilota als seus peus". "Pot jugar des del darrere i està content de cobrir l'espai del darrere", cosa que permet a un equip "jugar amb una línia alta". Com a resultat del seu estil de joc i el de Brentford durant la temporada 2020-21, Raya va intentar 300 passades més que qualsevol altre porter del campionat.

## Vida personal
Raya va créixer a Pallejà i és seguidor del Reial Madrid.

## Palmarès
Blackburn Rovers
- Subcampió de l'EFL League One: 2017–18[45]

Brentford
- Play-offs del Campionat EFL: 2021[33]

Selecció espanyola
- Eurocopa: 2024[46]
- Lliga de les Nacions de la UEFA: 2022-23[47]

Individual
- EFL Golden Glove: 2019–20 (compartit)[21]